# Blanca Clara
Blanca Clara es un cultivar de higuera de tipo higo común Ficus carica, unífera (con una sola cosecha por temporada, los higos de otoño), con higos de epidermis de color de fondo verde amarillento con sobre color amarillo blanquecino. Se cultiva en la colección de higueras de Montserrat Pons i Boscana en Llucmajor, Islas Baleares.

## Sinonimia
- „Branques Clares“ en Campos,[4][6][7]
- „Alacantina“ en Felanitx.

## Historia
Actualmente la cultiva en su colección de higueras baleares Montserrat Pons i Boscana, rescatada de un ejemplar o higuera madre localizada en el predio de "sa Barrala" en el término de Campos. Es propiedad de Pere Ginard en el huerto de la finca con terreno fértil y profundo.
La variedad 'Blanca Clara' tiene también el nombre de 'Branques Clares' (el catalán de Ramas Claras) y debe su nombre precisamente al color tan blanquecino de la piel y al ramaje tan claro que posee.

## Características
La higuera 'Blanca Clara' es una variedad unífera de tipo higo común. Árbol de vigorosidad mediana, no muy alto, copa alargada y ancha, ramaje poco espeso y compacto, follaje irregular. Sus hojas son de 3 lóbulos mayoritariamente, menos de 5 lóbulos y pocas de 1 lóbulo. Sus hojas con dientes presentes márgenes serrados muy marcados. 'Blanca Clara' tiene mucho desprendimiento de higos, un rendimiento productivo muy prolífico y buen periodo de cosecha, muy provechosa. La yema apical cónica de color verde amarillento.
Los frutos de la higuera 'Blanca Clara' son higos de un tamaño de longitud x anchura:45 x 50mm, con forma esférica, que presentan unos frutos medianos, simétricos, uniformes de dimensiones que no presentan frutos aparejados ni tienen formaciones anormales, de unos 28,376 gramos en promedio, de epidermis con consistencia blanda, grosor de la piel delgado, con color de fondo verde amarillento con sobre color amarillo blanquecino. Ostiolo de 3 a 5 mm con escamas grandes blanquecinas. Pedúnculo de 3 a 7 mm troncocónico verde claro. Grietas reticulares muy profusas pero muy difusas. Costillas marcadas. Con un ºBrix (grado de azúcar) de 21 dulce aguazoso, con color de la pulpa rojo pálido. Con cavidad interna ausente, con aquenios medianos. Los frutos maduran durante un periodo de cosecha largo, de un inicio de maduración de los higos sobre el 21 de agosto a 28 de septiembre. Rendimiento productivo elevado y buen periodo de cosecha.
Se usa como higos frescos y secos en alimentación humana. Frescos y secos en alimentación de ganado porcino y ovino. De fácil abscisión de pedúnculo y buena facilidad de pelado. Mediana resistencia a las lluvias y a la apertura del ostiolo. Poca resistencia al transporte y muy  susceptibles al desprendimiento.

## Cultivo
'Blanca Clara', se utiliza como higos frescos y secos en humanos, también fresco y seco para alimentación de ganado porcino y ovino. Se está tratando de recuperar de ejemplares cultivados en la colección de higueras baleares de Montserrat Pons i Boscana en Llucmajor.